# 西孟加拉邦
西孟加拉邦（孟加拉語： 發音：[ˈpoʃtʃimˈbɔŋɡo] ⓘ，ISO：Paścimabaṅga；英語： /bɛnˈɡɔːl/），印度东部的邦，是印度人口第四多的邦，首府为加尔各答。位於孟加拉地區西部，东部毗连於阿萨姆邦和孟加拉人民共和国，西部與奥里萨邦、比哈尔邦以及贾坎德邦相壤，北傍不丹和锡金邦，南濒孟加拉湾。主要民族为孟加拉族，官方语言为孟加拉语和英语。
西孟加拉邦源自1947年的孟加拉分省决议，是当时孟加拉地区印度教徒人口占多数的地区。1947年，孟加拉地区依照宗教人口分布而分治为印度教徒为主的印度西孟加拉邦和穆斯林为主的东巴基斯坦（今孟加拉人民共和国），史称孟加拉分省。
孟加拉地区在吠陀时代首度出现城市，并先后由孔雀王朝、笈多王朝所统治。7世纪时，孟加拉地区的乔荼地区成为乔荼王国、波罗王朝、犀那王朝的都城。12世纪起，伊斯兰教随着贸易和军事入侵从而传入孟加拉。14世纪建立的孟加拉苏丹国成为贸易大国，其富庶亦闻名于欧洲。1576年，苏丹国被莫卧儿帝国吞并为一省，在纳瓦卜治下延续其繁荣局面，进而在18世纪时出现原始工业化迹象。
孟加拉地区在近代成为印度教育与文化中心之一，也是印度独立运动的温床。1764年，英国东印度公司在布克萨尔战役击败莫卧儿帝国，经由《阿拉哈巴德条约》而取得孟加拉地区的管辖权。加尔各答在1772年至1911年长达一个多世纪的时间里，一直是英国东印度公司的首府，孟加拉地区得以在教育、学术和社会改革进程上发展较早，产生史称“孟加拉文艺复兴”的社会文化潮流。以文学家泰戈尔为代表，诞生一众音乐家、电影导演、美术家等巨匠。
西孟加拉邦的经济以农业和中小型企业经济为主，是一个福利邦。2024年，其地区生产总值排名印度第六位，近年来经济发展较快，但总体发展状况欠佳，人类发展指数低于全国平均。20世纪70年代至80年代，该邦一度遭遇严重的政治暴力和经济停滞问题。由于土地征用政策运转不畅、基础设施不佳、官僚规章制度繁琐，该邦仍较难以吸引外资。

## 名称
1947年孟加拉分省，西孟加拉邦成立，即定名为西孟加拉。和东孟加拉即今孟加拉人民共和国相对。
孟加拉（孟加拉語： 發音：[ˈbɔŋɡo] ⓘ Bôṅgô或 發音：[ˈbaŋla] Bāṅlā）一词的由来至今未有定论，一说是源自公元前1000年前后，一支名为邦族（Bang）的达罗毗荼人部落。亦有说法称源自古国文伽国。
2011年，邦政府一度提议将英文邦名更改为“Paschim Banga”，是为孟加拉语原名“西孟加拉”的转写。2016年，邦立法院通过决议，将西孟加拉邦更名为“孟加拉邦”（ Bāṅlā），遭到在野党反对，最终该更名提议亦被中央政府驳回，理由是该名称会和孟加拉人民共和国的国名混淆。

## 历史

### 远古与古典时代

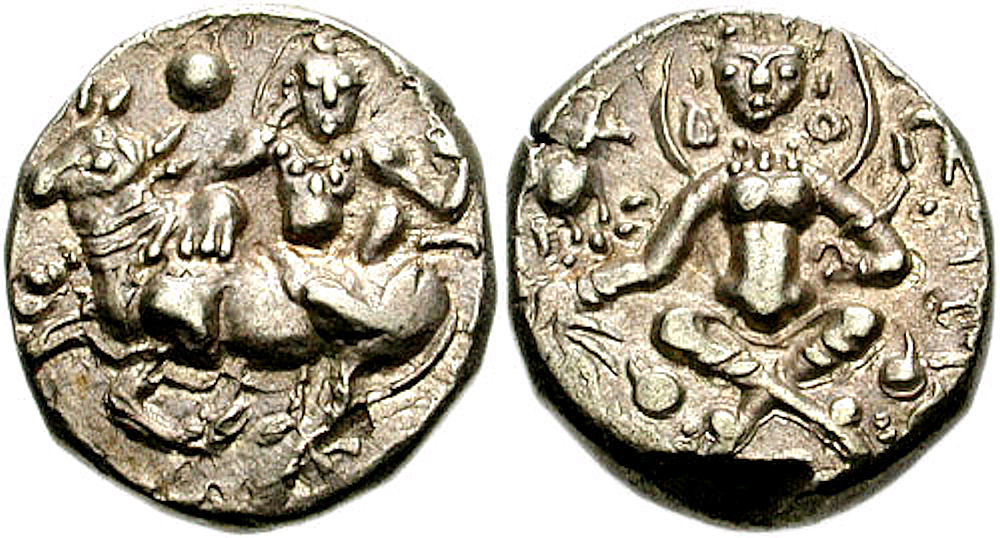
乔荼王国国君设赏伽时代的货币。设赏伽建立的乔荼王国是孟加拉地区首个独立的政权

西孟加拉邦境内出土过2万年前的石器时代文物。据《摩诃婆罗多》记载，孟加拉地区原属文伽国。邦内曾有多个吠陀时代古国，包括文伽国、拉尔国、奔那伐彈那國、苏摩国。海外交流史较早，古希腊人在公元前100年曾记载一个名为甘加里达伊的地方，位于恒河入海口一带；东南亚素万纳普国同孟加拉地区也有贸易往来。锡兰史籍《大史》记载文伽国王子毗阇耶曾征服锡兰，并为该国赐名僧伽罗。
公元前7世纪，摩揭陀国在印度东部兴起，领土横跨比哈尔邦和西孟加拉邦，是当时南亚的强权之一。摩揭陀孔雀王朝的阿育王开疆拓土，领土几乎遍及南亚次大陆。摩揭陀在公元3世纪至6世纪也是笈多王朝的京畿之地。
据记载，笈多王朝陷落后，孟加拉地区又兴起文伽国和乔荼国，但历史细节不明。孟加拉地区有记载的最早的独立国君是7世纪早期乔荼国的设赏伽，佛教典籍有记载称设赏伽敌视佛教、迫害佛教徒，他砍倒菩提伽耶的摩诃菩提树，并摧毁佛塔，改建林伽。8世纪初期，波罗王朝兴起，又统治孟加拉地区约四百年，随后是11世纪至13世纪的犀那王朝:36。

### 中世与近世
伊斯兰教随着孟加拉地区和阿拔斯王朝商人的贸易往来而传入。13世纪，古尔王朝将军穆罕默德·本·巴赫蒂亚尔·卡尔吉征服孟加拉，伊斯兰教在孟加拉全境传播，大小清真寺、伊斯兰学校、哈纳卡修道所随之建立。1352年，孟加拉苏丹国建立，成为贸易强权，因富庶繁荣闻名于欧洲。德里苏丹国和孟加拉苏丹国在印度东部展开军事扩张，亦加速伊斯兰教的传播。
1576年，莫卧儿帝国将军伊斯兰·汗征服孟加拉，孟加拉成为莫卧儿帝国一省，由驻扎在穆尔希达巴德的納瓦卜统治，属于半独立状态，其主权在名义上归属德里皇帝。在纳瓦卜治下，孟加拉地区经济繁荣，尤以纺织业和造船业为甚，出现了原始工业化迹象，出口丝织品、棉织品、钢铁、硝石等产品。莫卧儿时代的首府穆尔希达巴德为丝织工业中心，其人口在18世纪50年代达到10万，世界各地的富商大族在此聚集，如亚美尼亚商帮，以及左右莫卧儿帝国金融业的贾格特·塞特家族。
此外，在莫卧儿时代，孟加拉地区也有印度教国家兴起。16至17世纪的科奇王朝统治孟加拉北部，并且免遭莫卧儿帝国征服，存续到英国殖民时代。
18世纪中期，马拉塔人入侵孟加拉地区，导致孟加拉西部和比哈尔地区近40万民众丧命，其中包括许多商人和织工，经济遭到严重打击，为印度历史上的一大惨案。

### 殖民时代

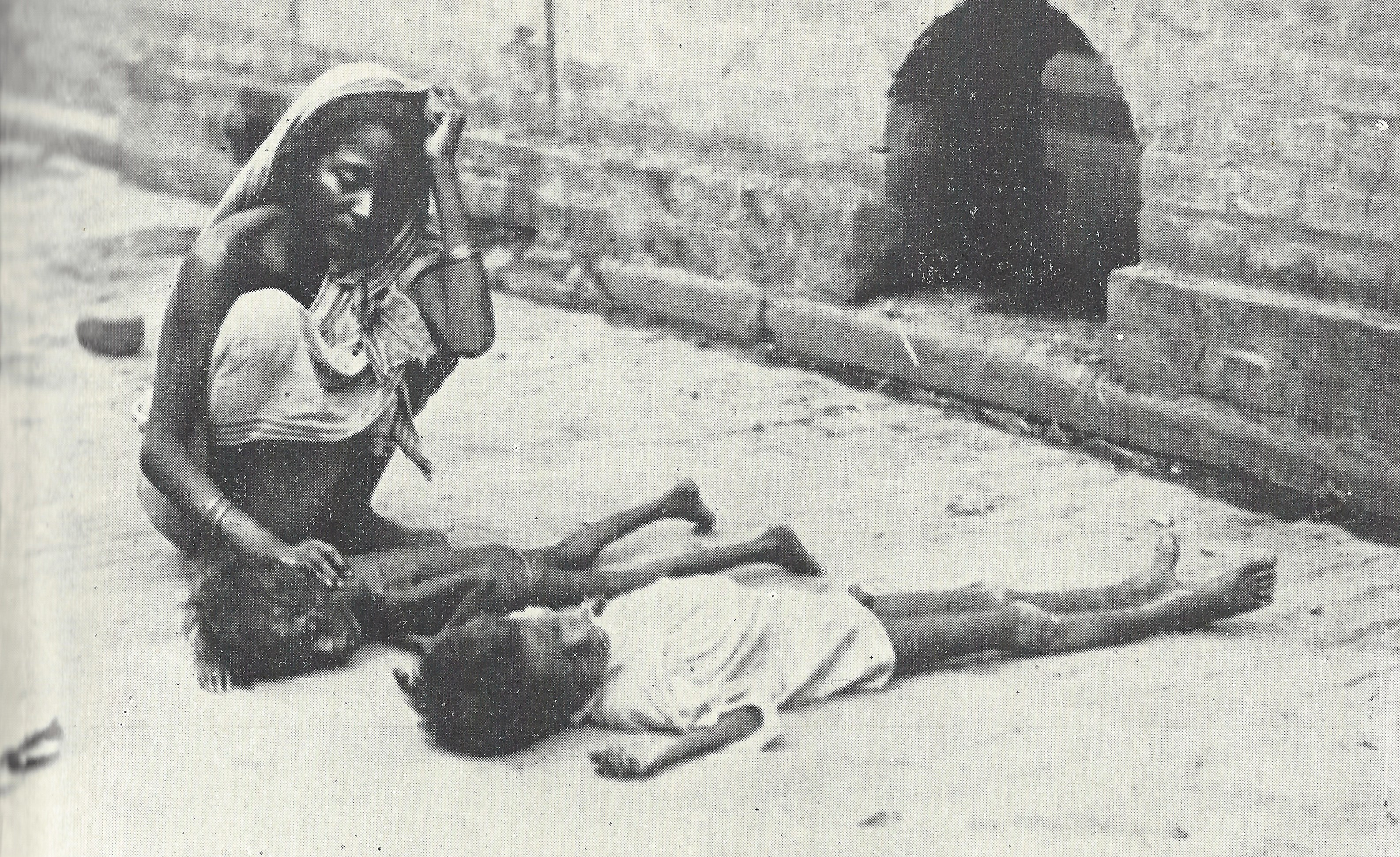
1943年孟加拉饥荒，有统计称饿死人数达300万

15世纪晚期，陆续有欧洲人到访孟加拉地区经商。1757年，英国东印度公司军队在普拉西战役击败纳瓦卜西拉杰·乌德·达乌拉，是为最后一任有独立权力的纳瓦卜。1765年，由于英军在布克萨尔战役中击败莫卧儿帝国军队，双方签订《阿拉哈巴德条约》，英国东印度公司获准管治孟加拉省，建立孟加拉管辖区。1773年，孟加拉的加尔各答成为东印度公司领地的首府。加尔各答乃至孟加拉地区也随着莫卧儿帝国的衰落而转变为印度的文化与经贸中心，但其繁盛的丝织业也因和英国本土纺织业相竞争，而直接遭到英国殖民机关的打压，最终步入式微。
1857年，加尔各答近郊印军哗变，发起印度民族起义，起义最终失败，但也导致英国取缔东印度公司，将之改为王家领地英属印度，并继续以加尔各答为首府，设印度总督驻扎在此。加尔各答成为南亚的经济、学术中心，也是南亚首屈一指的自由贸易港，英国人在此兴修铁路、兴办大学。18世纪起，孟加拉地区兴起孟加拉文艺复兴和梵社运动，倡导印度社会文化变革，对孟加拉社会和经济有深远影响。
1905年，印度总督寇松侯爵主持将孟加拉分治，按照宗教人口多寡分为东部的穆斯林区和西部的印度教徒区，引起民众不满及抗议，最终在1911年由英王乔治五世下旨取消分治。孟加拉也是印度独立运动的温床，当地人组建起印度独立革命运动组织实践协会、乔甘托尔。孟加拉人苏巴斯·钱德拉·鲍斯在1942年主持组建印度国民军同英军作战，孟加拉地区的武装反英运动达到高潮。
英国人在孟加拉实施重税政策，导致居民生活愈发困难，1770年，孟加拉爆发大饥荒，有数百万人丧命。1943年，孟加拉再度遭遇大饥荒，有统计称死亡人数达三百万。

### 印度独立后

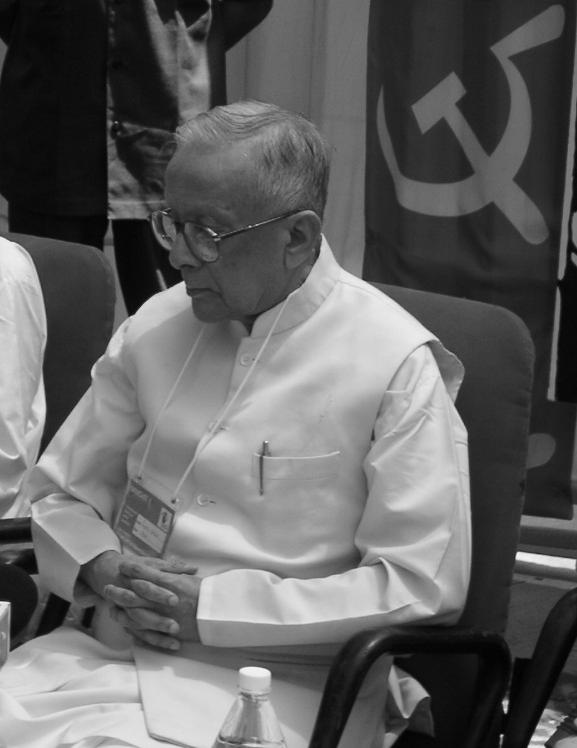
第六任首席部长乔蒂·巴苏。印共（马）曾在西孟加拉邦掌权达三十年

1947年，印度独立，孟加拉地区因印巴分治政策而东西分裂，西边成立印度西孟加拉邦，东部为东孟加拉（1956年更名东巴基斯坦，1971年独立为孟加拉人民共和国）。1950年，土邦科奇王朝并入西孟加拉邦。1955年，前法属领地金德讷格尔并入。另有比哈尔省的部分土地划入西孟加拉。东西分裂后，两地都有大量难民涌入，难民问题也成为一项复杂而艰巨的政治、社会、经济难题。
20世纪70年代至80年代，西孟加拉因电力短缺、罢工，及纳萨尔派游击队破坏基础设施，遭遇经济停滞和去工业化问题。1971年孟加拉国解放战争导致数百万难民进入西孟加拉，当地基础设施不堪重负。1974年，爆发天花疫情，数千人死亡。
1977年，以印度共产党（马克思主义）领导的左翼阵线击败国大党而取得政权，并在接下来的三十年里一直统治该邦。印共（马）推行土地改革和潘查亚特基层自治制度等改革措施。得益于此，西孟加拉邦的农业经济取得较快发展，从粮食进口邦转变为最大的粮食出口邦，稻米产量位居印度第一位，马铃薯产量位居第二位。经左翼阵线的第一个任期后，贫困率有所下降，农业产量取得指数级增长，政治极化的局面亦有缓解，成为20世纪80年代印度农业发展的样板，其人类发展指数从1975年的全印最低，增长至1990年的全国均值。
20世纪90年代中期，印度政府实施經濟自由化改革，西孟加拉邦的信息技术和商业流程委外等行业兴起，经济状况加速好转。2000年，布达德布·巴塔查尔吉继任首席部长，并积极推行市场化和技术改革。2000年代中期，仍有武装分子在该邦实施武装袭击活动，也有多起因工业用地征用导致的官民冲突。2008年，辛格乌尔的塔塔汽車工厂项目引发了较大的征地冲突，迫使塔塔汽车放弃该项目。2011年左翼阵线败选，分析指此类征地冲突是关键因素。
近年来，由于教育水平逐步提高，并由民众发起的“班德”式总罢工推动，西孟加拉邦的经济和社会发展有所加快，失业率逐渐降低，但仍面临医疗设施欠佳、经济和社会发展总体落后、基础设施薄弱、民间暴力问题。

## 地理

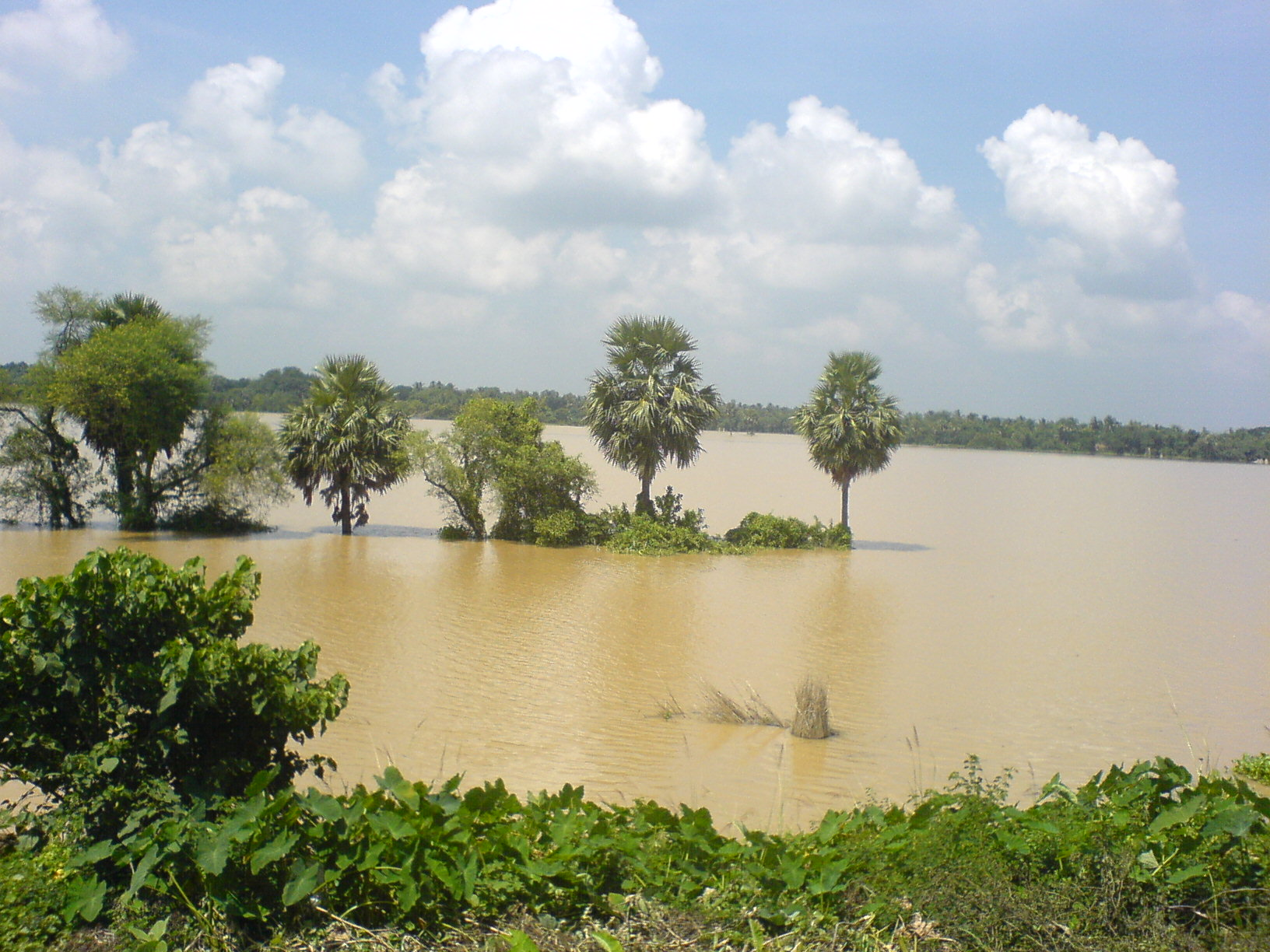
季风期间多发洪涝灾害

西孟加拉邦占地面积达88752平方公里。向北的西里古里走廊地带临近喜马拉雅山脉，称为大吉岭喜马拉雅山区；南临孟加拉湾，整体有着喜马拉雅山区、恒河三角洲、拉尔平原、孙德尔本斯沿海林地等多样的地形地貌。邦内海拔最高点位于喜马拉雅山脉的桑达克普峰，达3636米。喜马拉雅山区向南依次是特莱平原、北孟加拉平原、恒河三角洲平原；自恒河三角洲向西是西孟加拉高地，二者交界处称为拉尔平原。南端沿海地区是孙德尔本斯的红树林。
水系方面，恒河是西孟加拉邦的主要河流，分为两支：一支是帕德玛河，流向孟加拉人民共和国；另一支是帕吉勒提河和胡格利河，流域贯穿西孟加拉邦。法拉卡堰位于胡格利河上游恒河流域，完工于1975年，向胡格利河供水，亦造成和邻国孟加拉人民共和国的水资源争议。北部山区有提斯塔河、托爾薩河、焦尔塔加河、默哈嫩達河。恒河三角洲和孙德尔本斯地区有许多小河小溪。西部高地则有達摩達河、阿杰河、康萨巴蒂河。達摩達河多发洪涝，对沿岸民众生存多有威胁，又称为“孟加拉的悲哀”，现已经由达摩达河谷工程建成多座堤坝应对洪涝。恒河流域民众任意倾倒垃圾废料，造成严重的恒河污染问题。此外，西孟加拉邦亦存在地下水砷污染问题，污染区至少涵盖了九个县份，截至2017年，危及着1040万人口的用水安全。
西孟加拉邦的气候可分为两大区域，南部为熱帶乾濕季氣候，北部为副热带湿润气候。主要分夏季、雨季、短暂的秋季、冬季。恒河三角洲地区夏季气候湿润，西部高地的夏季则同印度北部一般干燥。日间高温在38至45°C之间。夜间盛行来自孟加拉湾的湿润南风。初夏多有短时雷暴天气，孟加拉语称为卡尔拜萨基。季风季是六月到九月，盛行东南季风，带来大量降水，在大吉岭县、傑爾拜古里縣、科奇比哈爾縣有250厘米以上的大降雨。季风季时孟加拉湾处于低压，沿岸地区多有风暴。十二月至一月是冬季，较为温暖，平均低温在15°C，刮干冷北风，大吉岭喜马拉雅山区迎来严冬，可见降雪。

### 生态

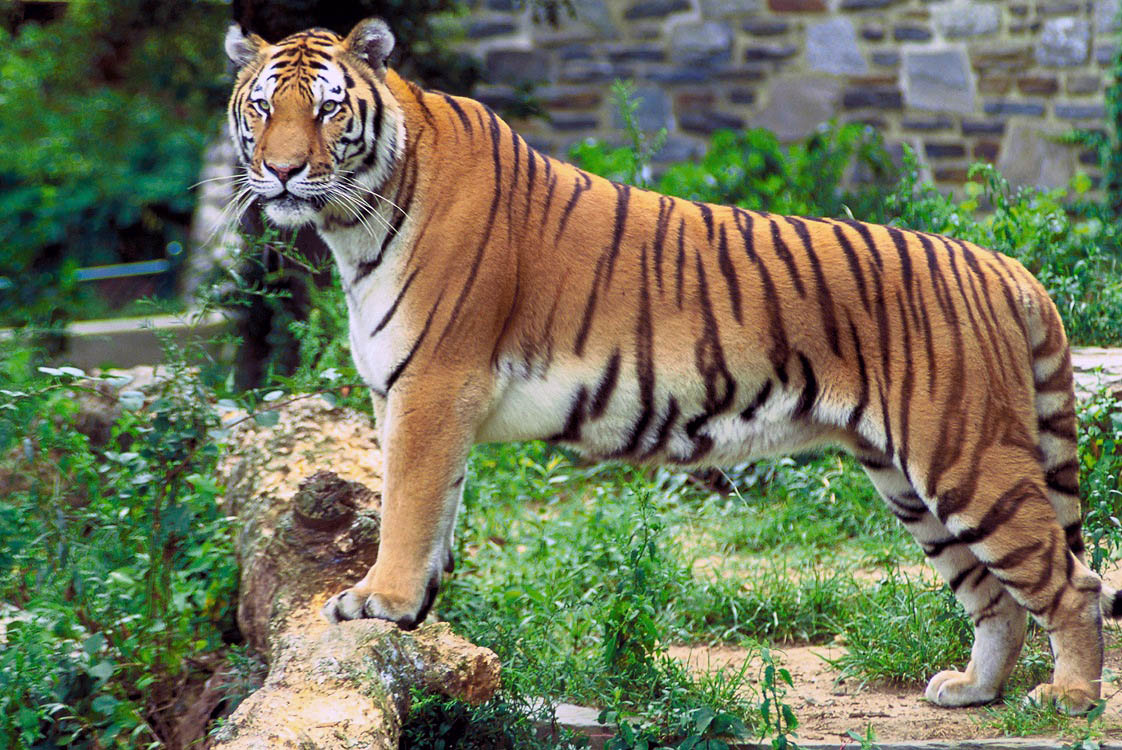
孟加拉虎，现为濒危动物，主要活动于孙德尔本斯国家公园

据2017年统计，西孟加拉邦的森林面积达16847平方公里，森林面积占比略低于全国平均。孙德尔本斯地区是世界上最大面积的红树林的一部分。
西孟加拉邦可依植物地理学视角分为印度河-恒河平原及孙德尔本斯红树林沿岸带两部分。恒河地区的土壤为冲积土壤，降水量亦适宜，所以颇为肥沃。西部地区和贾坎德邦焦达讷格布尔高原的植被种类一致。娑羅樹是主要的商业树种。沿海东梅迪尼布尔县以木麻黄属树木为主。孙德尔本斯红树林则以“孙德尔树”（Sundari；Heritiera fomes）为主，为银叶树属的一个种。西孟加拉邦北部的植被分布取决于海拔高度和降水量。例如，喜马拉雅山山脚下林木茂密，生长着娑羅樹等各种热带常绿树。超过海拔1000米后，植被就主要是亚热带物种，例如在海拔1500米的大吉岭生长着橡树、松柏、杜鹃花属等。
西孟加拉邦3.26%的土地为生态保护区，共十五个野生动物保护区和五座国家公园。邦内现存野生动物有印度犀、印度象、鹿、豹、印度野牛、老虎、鳄鱼及各种鸟类，每年有候鸟飞来过冬。海拔2300米以上的辛加利拉国家公园栖息着麂、喜馬拉雅小熊貓、印度瞪羚、羚牛、鬣羚属、穿山甲、山椒鸟、黑鹇等动物。孙德尔本斯森林因是濒危的孟加拉虎的保护区而闻名，此外亦有恆河豚、黑山龟、灣鱷等濒危动物，这里也是天然的鱼类育苗基地，为孟加拉湾沿岸的鱼类提供饲料。孙德尔本斯森林由于有独特生态保护价值，现已是世界生物圈保護區網絡的一员，孙德尔本斯国家公园也已列入世界自然遗产。

## 政治
西孟加拉邦实行代議民主制和議會制，同印度各邦一致。居民有普遍选举权。邦长为宪政首长，由印度总统任命。邦长是礼仪性的邦元首，而首席部长和内阁负责日常行政工作。立法机关为邦立法院，为一院制，共295议席，议员为选举产生，其中有1席固定由英裔印度人社群提名。由议员选出议长和副议长主持议会，每届议会任期五年，亦有提前解散的情形。司法机关为加尔各答最高法院及下辖法院系统。行政机关为部长会议，由首席部长领导，由邦长任命立法院优势党派的党魁为首席部长，邦部长会议由邦长参照首席部长建议任命。邦首席秘书带领秘书处协助部长会议工作，首席秘书亦是政府的行政首长。地方设立潘查亚特机构管理地方事务。西孟加拉邦在印度人民院有42席，在联邦院有16席。
当今西孟加拉邦政局有四大党派：全印草根大会（AITC）、印度人民党（BJP）、印度国民大会党（INC），以及由印度共产党（马克思主义）（CPI(M)）领导的左翼阵线。印共（马）领导的左翼阵线曾执政长达34年（1977—2011），是世界上执政时间最长的多党制选举的共产党政府。

### 行政区划
截至2023年11月1日，西孟加拉邦分为23县。

西孟加拉邦行政区划

县由县长（district collector，或district magistrate）管理，由印度行政服务局或西孟加拉邦文官局任命。县下辖一级为县辖区（sub-division），由县辖区长（Sub-Divisional Magistrate）管理。县辖区下辖乡（Block），乡下辖村和镇，村由潘查亚特负责管理。
| 县               | 首府           | 人口       | 人口增长率 | 性别比 | 识字率（%） | 人口密度（每平方千米） |
| ---------------- | -------------- | ---------- | ---------- | ------ | ----------- | ---------------------- |
| 北24區縣         | 巴拉瑟德       | 10,009,781 | 12.04      | 955    | 84.06       | 2445                   |
| 南24區縣         | 阿里普尔       | 8,161,961  | 18.17      | 956    | 77.51       | 819                    |
| 东巴尔达曼县     | 巴尔达曼       | 4,835,432  | –          | 945    | 74.73       | 890                    |
| 西巴尔达曼县     | 阿散索尔       | 2,882,031  | –          | 922    | 78.75       | 1800                   |
| 穆尔希达巴德县   | 巴哈拉姆普尔   | 7,103,807  | 21.09      | 958    | 66.59       | 1334                   |
| 西梅迪尼布尔县   | 梅迪尼布尔     | 5,913,457  | 13.86      | 966    | 78.00       | 631                    |
| 胡格利县         | 胡格利-钦苏拉  | 5,519,145  | 9.46       | 961    | 81.80       | 1753                   |
| 纳迪亚县         | 克里什纳纳加尔 | 5,167,600  | 12.22      | 947    | 74.97       | 1316                   |
| 东梅迪尼布尔县   | 塔姆卢克       | 5,095,875  | 15.36      | 938    | 87.02       | 1081                   |
| 豪拉縣           | 豪拉           | 4,850,029  | 13.50      | 939    | 83.31       | 3306                   |
| 加爾各答縣       | 加尔各答       | 4,496,694  | −1.67      | 908    | 86.31       | 24306                  |
| 馬爾達縣         | 英吉利巴扎爾   | 3,988,845  | 21.22      | 944    | 61.73       | 1069                   |
| 傑爾拜古里縣     | 杰尔拜古里     | 3,872,846  | 13.87      | 953    | 73.25       | 622                    |
| 阿里布尔杜阿尔县 | 阿里布尔杜阿尔 | 1,700,000  | –          | –      | –           | 400                    |
| 班庫拉縣         | 班库拉         | 3,596,292  | 12.64      | 954    | 70.95       | 523                    |
| 比爾普姆縣       | 苏里           | 3,502,404  | 16.15      | 956    | 70.68       | 771                    |
| 北迪奈普县       | 赖根杰         | 3,007,134  | 23.15      | 939    | 59.07       | 958                    |
| 普如里亞縣       | 普鲁利耶       | 2,930,115  | 15.52      | 957    | 64.48       | 468                    |
| 科奇比哈爾縣     | 科奇比哈尔     | 2,819,086  | 13.71      | 942    | 74.78       | 832                    |
| 大吉岭县         | 大吉岭         | 1,846,823  | 14.77      | 970    | 79.56       | 586                    |
| 南迪奈普县       | 巴卢尔加特     | 1,676,276  | 11.52      | 956    | 72.82       | 755                    |
| 卡林邦县         | 卡林邦         | 202,239    | –          | –      | –           | 270                    |
| 贾尔格拉姆县     | 贾尔格拉姆     | 1,136,548  | –          | –      | –           | 374                    |

1. 1 2 3  2011年人口普查之后成立

## 经济

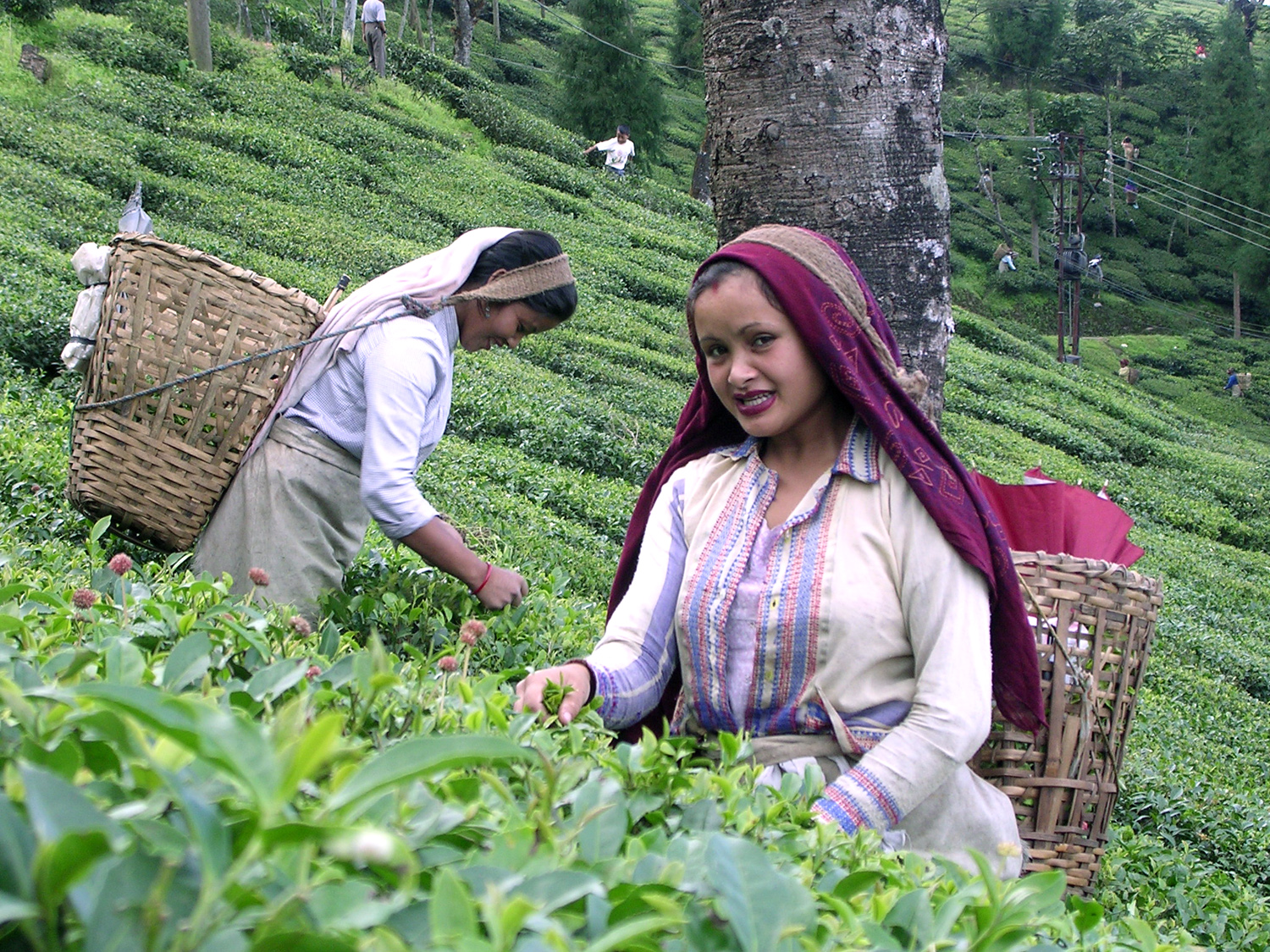
大吉岭茶园的采茶工人

截至2023年，西孟加拉邦的国内生产总值位居印度各邦第六位。以2015年的价格计算，其2004年至2015年维持着较快增长，年增长率在10.3%至17.11%之间。其2014年至2015年的人均收入为78,903卢比，该邦在过去二十年的人均收入一直低于全国人均。2015至2016年按不变价格（基年为2011-2012年）计算，各经济活动按要素成本计算的增加值（GVA）百分比份额为农林渔业4.84%、工业18.51%、服务业66.65%，第一和第二产业比重逐年下降，服务业发展速度高于全国平均。
农业是西孟加拉邦的主要经济部门。粮食作物以稻米为主，种植面积前五位的作物分别是稻米、马铃薯、黄麻、甘蔗、小麦:14。北方县份种植茶叶，出产的大吉岭茶较为闻名:14。印度独立初年时，西孟加拉邦一度依靠中央政府援助粮食，并且未能跟上全国的绿色革命。不过自20世纪80年代以来，该邦的农业发展较快，粮食产量大幅增加，现已可满足人口需求，并有盈余。
邦内工业主要集中在加尔各答地区，西部高地的矿区以及霍爾迪亞港口地带。邦内制造业门类包括工程产品、电子产品、电气设备、电缆、钢铁、皮革、纺织品、珠宝、舰艇、汽车、铁路车厢。杜尔加布尔-阿散索尔一带有成规模的炼钢业；杜尔加布尔地区还发展有制茶、制糖、黄麻、化工及化肥工业。
由于土地征用政策运转不畅、基础设施不佳、官僚规章制度繁琐，西孟加拉邦仍较难以吸引外资，2008年至2018年，吸引外商直接投资額仅占全印度总额的2%。当地政府及商界努力配合解除危机，鼓励工业发展，提高宣传投入和经商便利度，以吸引投资。

## 交通

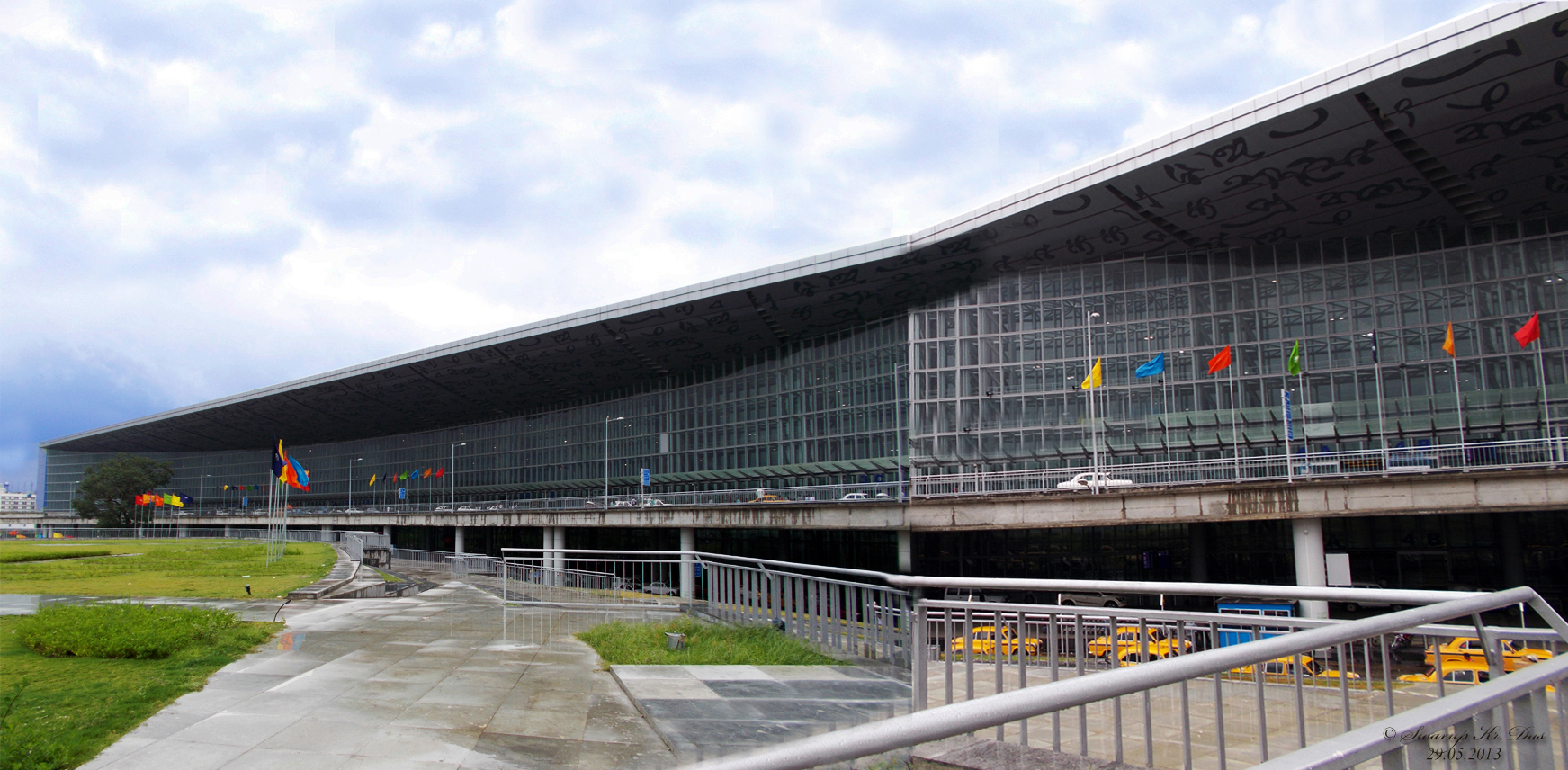
加尔各答的内塔吉·苏巴斯·钱德拉·鲍斯国际机场

加尔各答是印度铁路枢纽之一，是东部铁路和东南部铁路总部驻地。加尔各答地铁是印度首个地铁系统。大吉嶺喜馬拉雅鐵路是印度较早开辟的铁路线，现已入选世界遗产名录。
西孟加拉邦的航空中心是加尔各答杜姆杜姆的内塔吉·苏巴斯·钱德拉·鲍斯国际机场，是孟加拉人民共和国、东亚、尼泊尔、不丹和印度东北部的航空枢纽。西利古里的巴格多格拉机场服务不丹和泰国的国际航线。卡齐·纳兹鲁·伊斯拉姆机场是印度首座私营机场，服务杜尔加布尔和阿散索尔两座城市。
加尔各答是印度东部河运枢纽，霍爾迪亞为主要海港。霍尔迪亚港有往安达曼-尼科巴群岛布萊爾港的客运航线，及世界各大港口的货运航线。渡轮是南部地区的主要交通方式。

## 社会

### 人口
西孟加拉邦语言分布（2011）
西孟加拉邦宗教分布（2011）
据2023年估计，西孟加拉邦人口为102,552,787，位居印度第四位；人口密度达1,029人每平方公里，是印度人口密度第二高的邦。据2014年统计，西孟加拉邦是印度生育率最低的邦，总和生育率为1.6，大致相当于加拿大。
孟加拉族是西孟加拉邦第一大民族，另有马尔瓦尔族、迈蒂利族、博杰普尔族散居在邦内各地。北部大吉岭山区以尼泊尔语民族为主，另有夏尔巴族、布蒂族、绒巴族、塔芒族、尤勒姆族、藏族等原住民族聚居。东北部馬爾達縣以呼罗陀语民族为原住民族。境内原住民族（阿迪瓦西民族）还有桑塔尔族、蒙達族、库鲁克族、普密吉族、洛达族、柯爾族、托托族。
加尔各答市区亦有众多外来群体，包括华人、泰米尔人、马拉地人、奥里亚人、馬拉亞利人、古吉拉特人、英裔印度人、亚美尼亚人、犹太人、旁遮普人、帕西人。加尔各答市区东部有印度唯一一处唐人街。

### 语言
西孟加拉邦的官方语言是孟加拉语和英语。尼泊尔语在大吉岭县的三个县辖区为额外官方语言。2012年，西孟加拉邦政府通过法案，在所有印地语、奥里亚语、旁遮普語、桑塔利语、乌尔都语人口超过10%的地区，为这些语言授予额外官方语言地位；2019年，又将卡姆塔普尔语、库马利语、拉杰班什语纳入该范围；2020年将泰卢固语纳入范围。根据2011年普查，孟加拉语母语人口占86.22%，印地语占5.00%，桑塔利语占2.66%，乌尔都语占1.82%，尼泊尔语占1.26%。北部地区有以孟加拉语和迈蒂利语混合的素拉杰普尔语为通用语。

### 宗教
尽管最初建邦是由于孟加拉族印度教徒占人口多数，西孟加拉邦的宗教分布仍显多元复杂，尤其仍有一支较大的孟加拉族穆斯林社群，亦有锡克教、基督教和佛教徒分布。根据2011年印度人口普查结果，印度教信徒占总人口70.54%，为第一大宗教，并且以性力派和毗湿奴派为主；伊斯兰教信徒占总人口27.01%，为第二大宗教。穆尔希达巴德县、馬爾達縣、北迪奈普县以穆斯林占人口多数。佛教徒则几乎全部分布在喜马拉雅山区的大吉岭县。基督徒以北方产茶地区的原住民部落为主。

### 城市
加尔各答是西孟加拉邦的首府及最大城市，也是印度第三大都会区及第七大城市。第二大城市为阿散索尔。亦有比丹纳加尔、加尔各答新城、卡利亚尼、霍爾迪亞、杜爾加布爾、克勒格布爾等新市镇。西里古里位于印度东部狭窄的西里古里走廊地带，经济地位及战略地位重要。其他较大的市镇还有豪拉、金德讷格尔、巴尔达曼、巴哈拉姆普尔、杰尔拜古里、普鲁利耶。

### 教育

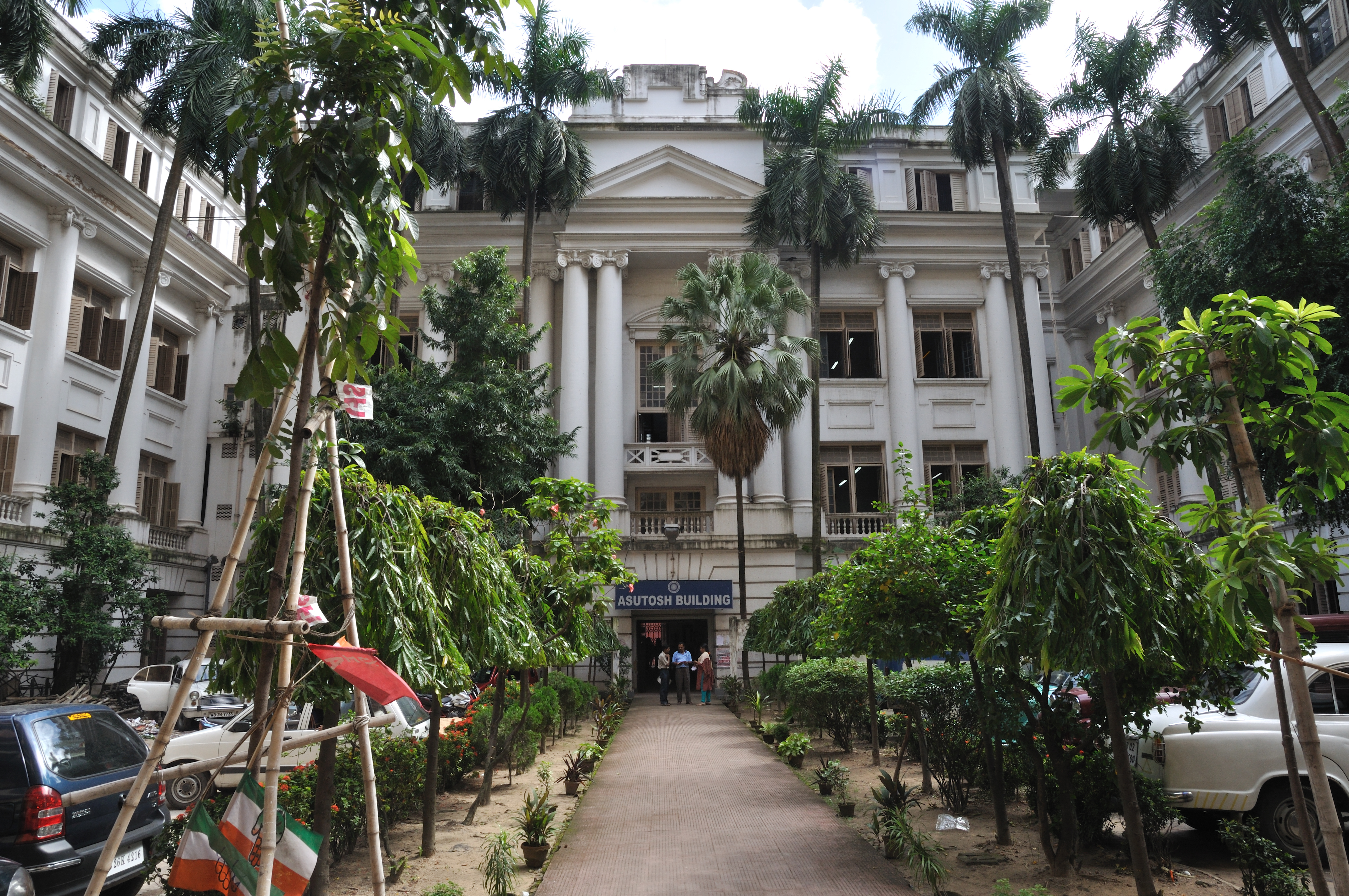
加尔各答大学是南亚地区最早成立的西式综合大学

西孟加拉邦共有十八所高等院校，其中十一所为国家重点院校。加尔各答大学是南亚地区最早成立的西式综合大学，如今亦是名校，下分136个附属学院。桑蒂尼盖登的维斯瓦·巴拉蒂大学则是邦内唯一一所中央大学，亦是国家重点院校之一。印度管理研究所加爾各答分校和印度理工學院克勒格布爾分校分别是最早成立的印度管理研究所和印度理工學院。贾达普大学的理工科实力亦具相当知名度。
加尔各答和大吉岭受英国影响，较早兴办起西式教育，有众多殖民时代成立的中学名校。1794年，英国语言学家威廉·琼斯爵士在加尔各答成立亚洲学会，以东方研究为主业。拉姆·莫汉·罗伊、大卫·黑尔、伊什瓦尔·钱德拉·维德亚萨加尔、亞歷山大·達夫、威廉·克理等学者教士都在加尔各答办学，推动印度现代教育事业发展。如今加尔各答仍是印度其中一处学术中心，设有一众基础科学和工学研究所，也是亚洲最早的研究机构印度科学培养协会的所在地，其成员钱德拉塞卡拉·拉曼因发现拉曼效应而获颁1930年诺贝尔物理学奖。
在西孟加拉地区出生就学的著名人物有物理学家薩特延德拉·納特·玻色、梅格納德·薩哈、贾格迪什·钱德拉·博斯；化学家普拉富尔拉·钱德拉·罗伊；统计学家普拉桑塔·钱德拉·马哈拉诺比斯、阿尼尔·库马尔·加因；医学家乌彭德拉纳特·布拉马查里；教育学家阿舒托什·慕克吉；诺贝尔奖得主有：泰戈尔、拉曼、阿马蒂亚·森、阿巴希·巴納吉。

### 传媒
加尔各答的《喜市报》是印度发行量最大的单版面地方语言报纸。其他孟加拉语报纸主要有《当前报》《当代报》《每日新闻》《当今报》《北孟加拉新闻》。主流的英语报纸有《電訊報》《印度时报》《印度斯坦时报》《印度教徒報》《政治家报》《印度快報》《亚洲时代报》。经济类报纸有《經濟時報》《金融快报》《商业线报》《商业旗帜报》。亦有印地语、尼泊尔语、古吉拉特语、奥里亚语、乌尔都语、旁遮普语报纸发行。
西孟加拉邦的公营电视台是全印电视台孟加拉台，是国营全印电视台在本邦的孟加拉语电视台，并有众多民营电视台提供24小时服务。公营广播电台为全印广播电台。仅加尔各答、阿散索尔、西利古尔三地能够收听私营广播。
西孟加拉邦主要的移动通信有Vodafone Idea、Airtel、印度国营电信公司、Jio。仅部分市镇有印度国营电信公司提供的宽带互联网服务。

## 文化

### 文学
孟加拉语文学历史悠久、成就丰硕。其民间文学传统深厚，如10至11世纪的佛教密宗诗集《行句》，13世纪的叙事体圣诗集《吉祥诗》，14世纪钱迪达斯所作的毗湿奴派田园戏剧《室利奎师那叙事》。近代作家达克希纳兰詹·米特拉·马久姆德尔将孟加拉民间故事汇编为《祖母的书袋》，并于1907年出版。

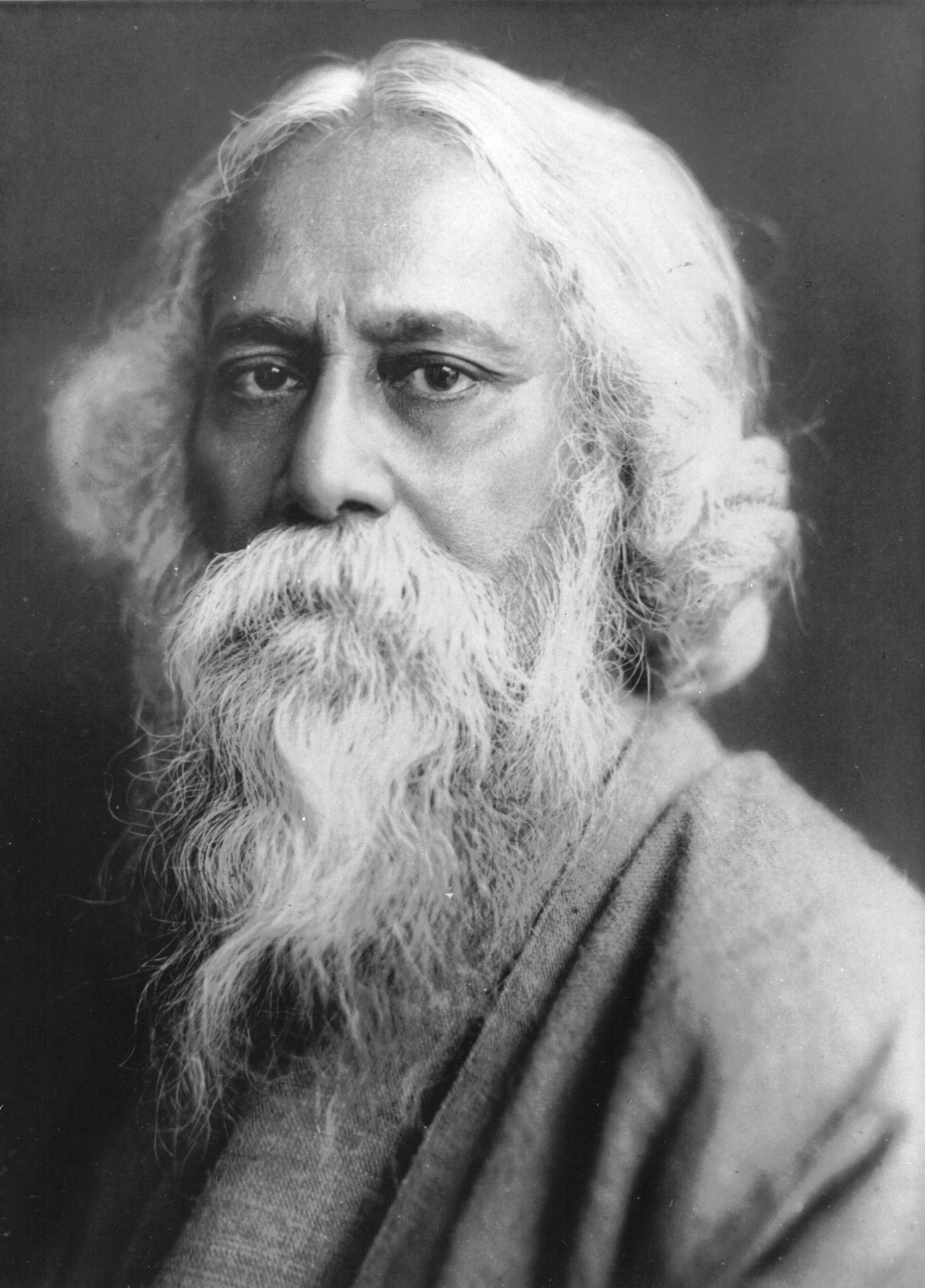
罗宾德拉纳特·泰戈尔，亚洲首位诺贝尔文学奖得主

19世纪至20世纪，孟加拉语文学的形态向现代文学转变，代表人物有班金·钱德拉·查特吉，其历史小说作品《阿难陀寺》是孟加拉语现代文学的先驱之作，被孟加拉人誉为“文学皇帝”；迈克尔·马杜苏丹·杜特，孟加拉语现代诗歌和戏剧先驱，引入无韵诗；罗宾德拉纳特·泰戈尔，印度现代文学的代表人物，于1913年以诗集《吉檀迦利》获颁诺贝尔文学奖，是亚洲首位诺贝尔文学奖得主。这一时期著名的文学家还包括：卡齐·纳兹鲁·伊斯拉姆，民族革命诗人，开创先锋的纳兹鲁音乐流派；萨拉特·钱德拉·查特吉，小说家，致力于展现孟加拉人现代社会与家庭风貌，其作品广受好评；马尼克·班迪奥帕迪亚雅，亦是孟加拉语现代虚构小说的先驱；吉巴纳南达·达斯，被誉为泰戈尔之后最杰出的诗人；比布蒂布尚·班迪奥帕迪亚雅，为影片《大地之歌》的编剧；塔拉尚卡尔·班迪奥帕迪亚雅，小说家，以描绘社会底层群体生活闻名。
其他20世纪以来的著名文学家还有阿莎普尔娜·黛维、希尔申杜·慕克帕迪亚雅、沙拉宾杜·班迪奥帕迪亚雅、布达德布·古哈、玛哈丝维塔·黛维、萨马雷什·马久姆德尔、桑吉布·查特帕迪亚雅、沙克蒂·查特帕迪亚雅、布达德布·巴苏、乔伊·戈斯瓦米、苏尼尔·甘古帕迪亚雅。

### 哲学
加尔各答是印度近代社会改革思想家的摇篮，如拉姆·莫汉·罗伊、伊什瓦尔·钱德拉·维德亚萨加尔、斯瓦米·維韋卡南達，他们呼吁革除印度传统的娑提、嫁妆、种姓歧视等风俗，并积极将印度传统宗教哲学和理论，如吠檀多、瑜伽理论引入西方世界。亦有许多孟加拉的宗教人士成为闻名于世的导师，如柴坦尼亚·摩诃巴布、拉瑪克里斯納、帕布帕德、帕拉宏撒·尤迦南達。

### 音乐和舞蹈
孟加拉一大著名的传统音乐是巴乌尔音乐，是一种民间吟游音乐，结合了伊斯兰教苏菲主义和印度教毗湿奴派音乐的元素；此外另有戈姆比拉和巴瓦伊亚两类传统民间音乐。民间音乐常用一种单弦乐器埃克塔拉伴奏。宗教音乐方面，有赞颂时母的夏马歌和赞颂黑天的科尔坦歌曲。和其他北印度邦一样，西孟加拉邦也有印度斯坦古典音乐的传统。以泰戈尔和纳兹鲁尔等近代文学家的作品为唱词的歌曲，以及各类电影歌曲也很流行。20世纪90年代起，印度摇滚乐兴起，在西孟加拉一度流行“生活歌”（Jeebonmukhi Gaan）的现实主义流派。
孟加拉地区的舞蹈以结合地方民间传统为特色，尤其注意汲取部落民族的舞蹈风格。普如里亚县的乔吼舞颇具特色，有着华丽而夸张的舞服和面具装扮。

### 美术
孟加拉传统美术以神庙陶塑艺术及迦梨迦特绘画为代表。孟加拉人在现代美术领域亦是先驱，阿巴宁德拉纳特·泰戈尔被誉为印度现代美术之父，他开创了孟加拉画派，以探索除却英国院校教授的欧洲现实主义美术之外，其余各类艺术风格的发展。孟加拉画派的成员还有加加嫩德拉纳特·泰戈尔、罗宾德拉纳特·泰戈尔、拉姆金卡尔·拜吉、贾米尼·罗伊。印度独立以后，在西孟加拉又成立有加尔各答小组、当代艺术家学会等美术家团体，主导印度美术界。

### 电影

电影导演萨蒂亚吉特·雷伊和锡塔琴演奏家拉维·香卡

西孟加拉邦电影工业又称为“妥莱坞”（Tollywood），因制片厂多在加尔各答的妥莱贡吉摄制而得名。孟加拉语的艺术电影颇为闻名，以导演萨蒂亚吉特·雷伊为代表人物。萨蒂亚吉特·雷伊注重真实地展现孟加拉民众日常生活的悲欢离合，被公认为20世纪的世界电影大师之一。除了雷伊之外，姆里纳尔·森、塔潘·辛哈、李维·伽塔克亦是知名的艺术电影导演，皆注重在电影中以艺术手段反映社会现实。当代的知名孟加拉导演有布达德布·达斯古普塔、布达德布·达斯古普塔、塔伦·马久姆达尔、高塔姆·戈塞、阿帕尔纳·森、日普帕诺·高仕，近年来考希克·甘古利、斯里吉特·慕克吉也崭露头角。
乌塔姆·库马尔是当代最受欢迎的男影星，他常和女影星苏奇特拉·森搭档演出，二人为广为人知的银幕伴侣。

### 饮食

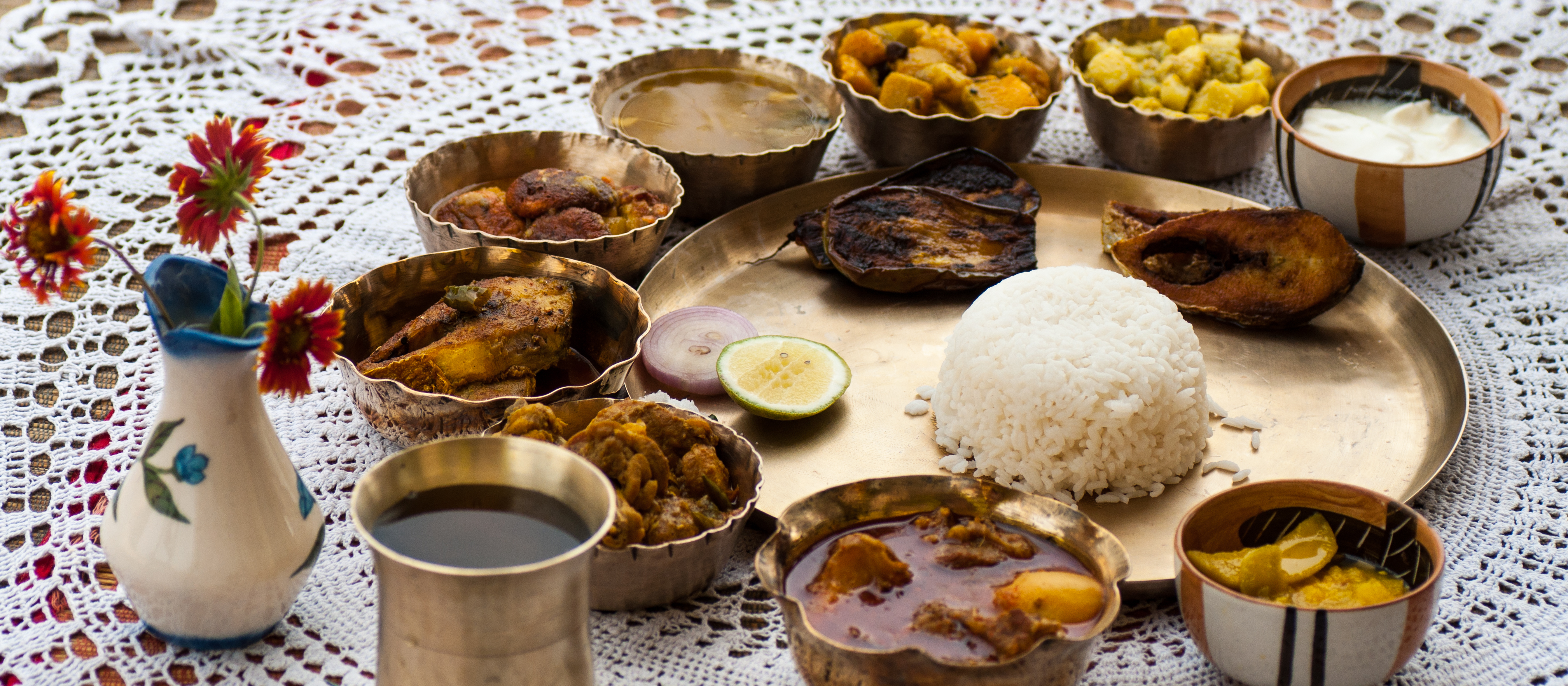
孟加拉菜

孟加拉人传统饮食以大米和鱼类为主，孟加拉语有一句俚语是“孟加拉人是鱼米所造”（machhe bhate bangali）。孟加拉的鱼肉菜肴繁多，技法多样，尤以雲鰣最受孟加拉人喜爱。鸡蛋、鸡肉、羊肉和虾肉也都是主要食物。乡村地区有水泡饭“潘塔”辅以洋葱、青椒的传统菜式。孟加拉菜所用的香料主要包括孜然、拉杜尼、月桂葉、芥菜籽、薑、青椒、薑黃。
孟加拉人重视糖果糕点，擅长制作牛奶甜品，如拉斯古拉和桑德什。皮塔是一种冬季食用的米面糕点。
知名的街頭食品则主要有炸土豆饼阿卢查普、炸茄子片贝古尼、卡蒂卷饼、香饭、脆球。
北部大吉岭地区有具尼泊尔和西藏特色的食品，如馍馍、藏麵、发酵蔬菜贡德鲁克、发酵大豆制作的基内马、车尔皮奶酪。当地人也喜饮大吉岭茶和青稞酒。

### 节日

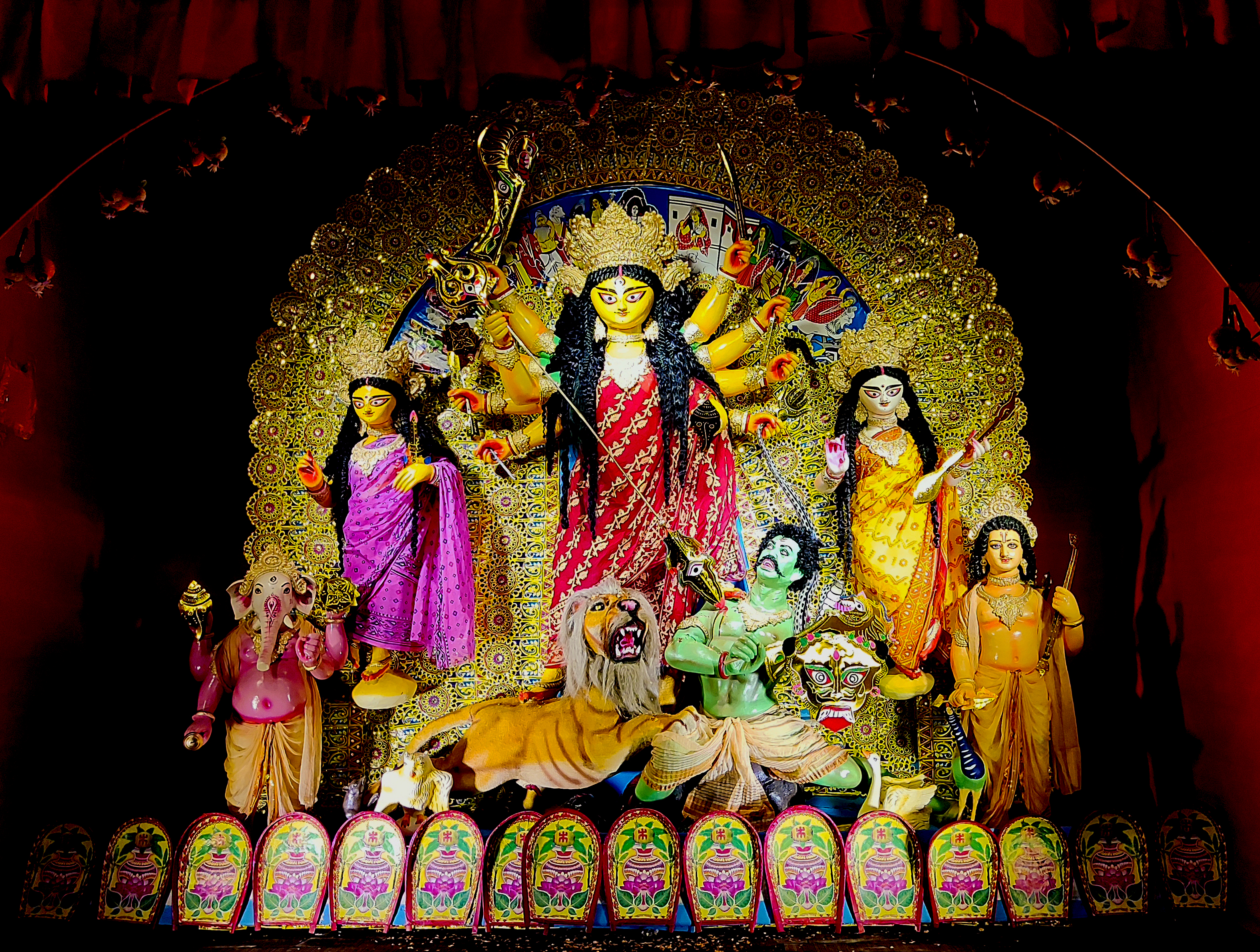
难近母节上的难近母像

西孟加拉邦最重要的节日是难近母节，是为了纪念女神难近母（杜尔噶）战胜恶魔摩希刹，每年印度历七月（公历9月至10月）的初一至初十庆祝，又以最后五天（初六至初十）最为隆重。各地到处支起潘达尔帐篷，供奉难近母。自1947年印度独立以来，难近母节逐渐从宗教意义浓重的普祭转变为盛大的全民欢庆节，已不再区分宗教或民族背景。难近母节的最后一日即十胜节时，会举行神像游街庆祝，并最终将神像浸入河中。乘车节也是西孟加拉邦的一个重要节日，为祭拜奎师那的化身札格纳特，信众会将札格纳特像置于高大的战车上游行。
圣诞节在加尔各答亦是广受重视的节日，称为大节（Bôŗodin），公园、广场和集市等各处公共场所都有较浓厚的圣诞氛围，印度教徒甚至会在这一天进入神庙以印度教的习俗庆祝圣诞节。邦旅游局每年会在公园街举办圣诞庆典。街上会开辟圣诞集市，并会邀请大吉岭和其他印度东北部地区的基督徒前来庆祝及表演。
每年一月摩羯节期间，在恒河入海口会有数十万人聚集沐浴。每年七月至八月会有近1000万人前往塔拉凯斯瓦尔携带恒河圣水供奉湿婆。桑蒂尼盖登以九月节为特色，期间有音乐、舞蹈和戏剧表演。西孟加拉北部则以卫塞节、德赛节、藏历新年为特色。穆斯林群体则以开斋节为最重要的节日。

### 体育

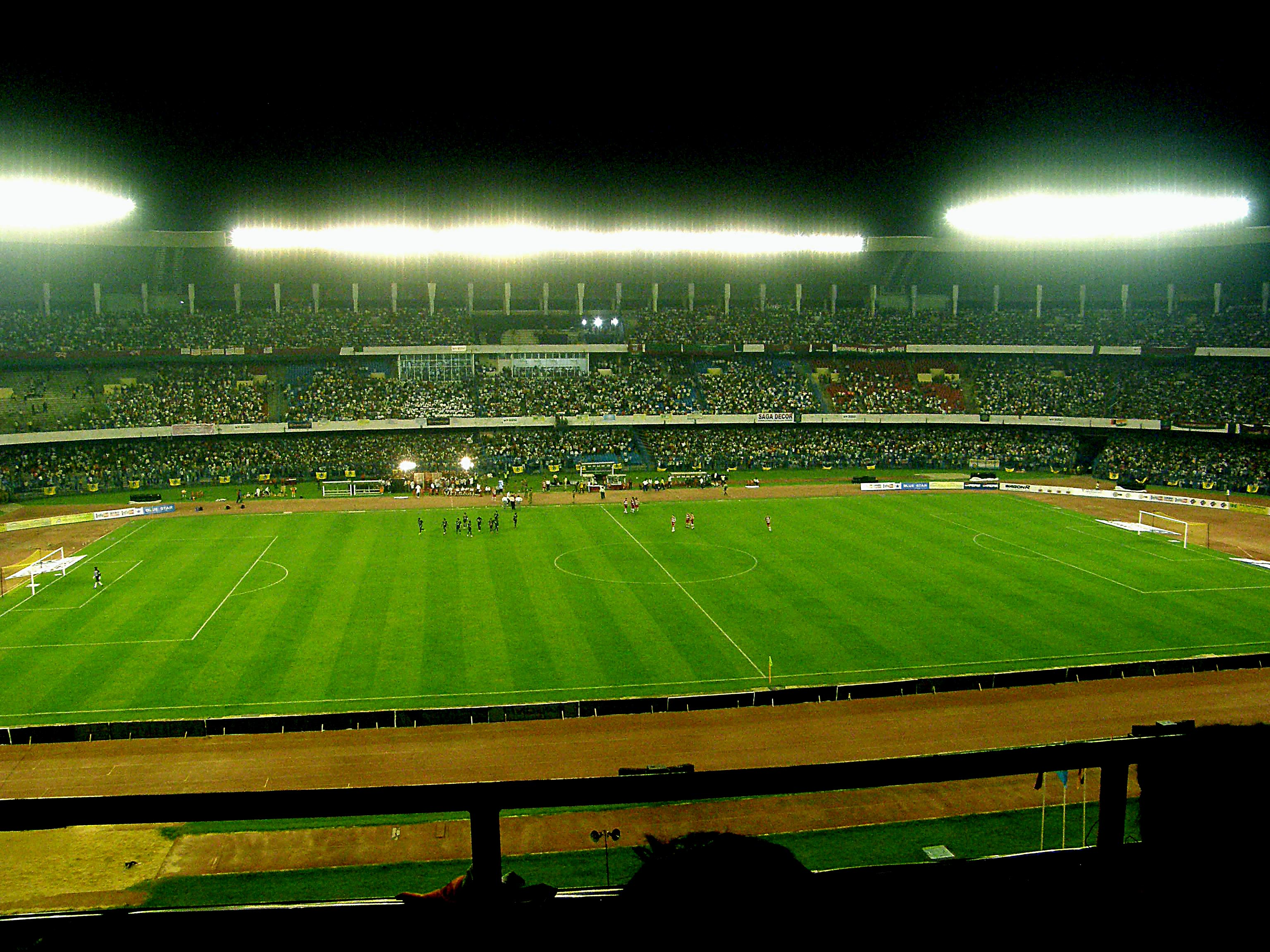
加尔各答鹽湖體育場是印度最大的体育场

西孟加拉邦流行板球和足球，西孟加拉人尤以热爱足球闻名。加尔各答是印度足球重镇，有莫亨巴甘竞技俱乐部、东孟加拉足球俱乐部、伊斯蘭教徒體育俱樂部三支球队参加印度超级联赛。
西孟加拉邦板球历史悠久，加尔各答板球与足球俱乐部是世界上第二古老的板球俱乐部。伊甸园板球场号称“印度板球的麦加”，是1987年板球世界杯决赛场地。现有加尔各答骑士角逐印度板球超級聯賽，所有者是名演员沙鲁克·汗。
加尔各答鹽湖體育場可容纳85000人，是印度最大的体育场，在2011年整修之前可容纳12万人，可视为世界上第二大的足球场。这里举办过南亞運動會等赛事。2011年，阿根廷队和委内瑞拉队曾在此举行足球友谊赛，并有利昂内尔·梅西为阿根廷上场出战。2008年，德国传奇守门员奥利弗·卡恩在这里完成了他的生涯告别赛。
西孟加拉邦的体育名人有印度板球队前队长绍拉夫·甘古利、潘卡杰·罗伊；奥运会网球铜牌得主利安德·帕斯；国际象棋特级大师迪比恩杜·巴鲁阿。

### 书目
- Arnold-Baker, Charles. . Taylor & Francis. 2015-07-30  [2017-12-08]. ISBN 978-1-317-40039-4. （原始内容存档于2023-02-02）.
- Bardhan, Kalpana. . Oxford University Press. 2010. ISBN 978-0-19-806461-9.
- Baxter, Craig. . Boulder, Colorado: Westview Press（英语：Westview Press）. 1997. ISBN 978-1-85984-121-1.
- Bayly, Christopher Alan. . Cambridge University Press. 1987: 195, 196. ISBN 978-0-521-38650-0 （英语）.
- Campbell, John; Watts, William, , World Digital Library, 1760  [2013-09-30], （原始内容存档于2014-12-24）
- Chakrabarty, Bidyut. . Routledge. 2004  [2019-08-16]. ISBN 9781134332748. （原始内容存档于2023-02-02）.
- Chandra, Bipan; Mukherjee, Mridula; Mukherjee, Aditya; Panikkar, K. N.; Mahajan, Sucheta. . Penguin UK. 1989  [2018-05-11]. ISBN 978-81-8475-183-3. （原始内容存档于2023-02-02） （英语）.
- Datta, Amaresh. . Sahitya Akademi（英语：Sahitya Akademi）. 1988  [2017-09-28]. ISBN 978-81-260-1194-0. （原始内容存档于2023-02-02）.
- Gooptu, Sharmistha. . Routledge. November 2010. ISBN 978-1-136-91217-7.
- Gooptu, Sharmistha. . Gokulsing, K. Moti; Dissanayake, Wimal  (编). . Routledge. 2013-04-17. ISBN 978-1-136-77284-9.
- Hindle, Jane (编). . Foreword by Alan Bennett. London: Verso. 1996: 63–70. ISBN 978-1-85984-121-1.
- Mukherjee, Soumyendra Nath. . Cambridge University Press. 1987. ISBN 978-0-86131-581-9. （原始内容存档于2019-12-14）.
- Sarkar, Sumit. . Chaudhuri, Sukanta  (编).  1. Oxford University Press. 1990. ISBN 9780195625851.
- (报告). Planning Commission, Government of India（英语：Planning Commission (India)）. 2009  [2010-05-05]. （原始内容存档于2012-03-07）.
- West Bengal Human Development Report.  (PDF) (报告). Kolkata: Development and Planning Department, Government of West Bengal. 2004  [2018-01-26]. ISBN 978-81-7955-030-4. （原始内容存档 (PDF)于2018-01-26）.
- . Whc.unesco.org.   [2012-09-10]. （原始内容存档于2018-11-03）.

### 延伸阅读
- Amrita Basu, V. . University of California Press ltd. 1997  [2009-06-16]. ISBN 978-0-520-06506-2. （原始内容存档于2023-02-02）.
- Atul Kohli, I. . Cambridge University Press. 1987  [2007-06-16]. ISBN 978-0-521-37876-5. （原始内容存档于2023-02-02）.
- Bald, Vivek. . Harvard University Press. 2013: 318  [2020-10-21]. ISBN 978-0-674-07040-0. （原始内容存档于2023-02-02）.
- Bandyopadhyay, Sekhar. . SAGE Publications India. 2004: 256. ISBN 978-81-321-0407-0.
- Bandyopadhyay, Sekhar. . Routledge. 2009: 256. ISBN 978-1-134-01823-9.
- Banerjee, Anuradha. . Ashok Kumar Mittal. 1998. ISBN 978-81-7022-739-7.
- Bhargava, Gopal (编). . Isha Books. 2008: 508. ISBN 978-81-8205-460-8.
- Bose, Sugata. . Cambridge University Press. 1993: 203. ISBN 978-0-521-26694-9.
- Chakrabarti, Ranjan. . Primus Books. 2013: 657. ISBN 978-93-80607-41-2.
- Chakrabarti, Kunal; Chakrabarti, Shubhra. . Scarecrow Press（英语：Scarecrow Press）. 2013-08-22. ISBN 978-0-8108-8024-5.
- Chatterjee, Partha. . the University of Michigan: Oxford University Press. 1997: 223. ISBN 978-0-19-563945-2.
- Chatterjee, Pranab. . Peter Lang（英语：Peter Lang Publishing）. 2009. ISBN 978-1-4331-0820-4.
- Chatterji, Joya. . Cambridge University Press. 2007. ISBN 978-1-139-46830-5.
- Eaton, Richard Maxwell (1993). The Rise of Islam and the Bengal Frontier, 1204–1760. University of California Press, ISBN 0-520-08077-7.
- Government of West Bengal（英语：Government of West Bengal）, Law Department, Legislative Notification. No. 182- L – 24 January 2013. West Bengal Act XXXVI of 2012. The West Bengal Official Language (Second Amendment) Act, 2012.
- Harriss-White, Barbara (编). . Oxford University Press, US. 2008. ISBN 978-0-19-569159-7.
- Inden; Ronald B.; Ralph W. . The University of Chicago Press, 1977. 2005. ISBN 978-81-8028-018-4.
- Jasodhara Bagchi, Sarmistha Dutta Gupta, V. . Saga Publication India Pvt Ltd. 2000  [2010-06-16]. ISBN 978-0-7619-3242-0. （原始内容存档于2023-02-02）.
- Khan, Muhammad Mojlum. . Kube Publishing Ltd. 2013: 384. ISBN 978-1-84774-062-5.
- Klass, L; Morton, S. . University Press of America（英语：University Press of America） Inc. 1996. ISBN 978-0-7618-0420-8.
- Mallick, Ross. (1955). Development Policy of a Communist Government: West Bengal Since 1977, Cambridge University Press, Cambridge (Reprinted 2008) ISBN 978-0-521-43292-4.
- Marvin, Davis. . Cambridge: Cambridge University Press. 1983: xxvii, 239. ISBN 978-0-521-24657-6.
- Mukherjee, Bharati. . Mittal Publications. 1991: 403. ISBN 978-81-7099-320-9.
- Öberg, Magnus; Strom, Kaare (编). . Routledge. 2008  [2004-06-16]. ISBN 978-0-415-41671-9. （原始内容存档于2023-02-02）.
- Raychaudhuri, Tapan. . Oxford University Press. 2002. ISBN 978-0-19-566109-5.
- Raychaudhuri, Ajitava; Das, Tuhin K. (编). . Jadavpur University Press, India. 2005  [2020-10-21]. ISBN 978-81-7764-731-0. （原始内容存档于2023-02-02）.
- Roy, Ananya; AlSayyad, Nezar. . Lanham, Maryland: Lexington Books. 2004. ISBN 978-0-7391-0741-6.
- Roy, Dayabati. . Cambridge University Press. 2013: 278. ISBN 978-1-107-51316-7.
- Samaddar, Ranabir. . the University of Michigan: SAGE Publications. 1999: 227. ISBN 978-0-7619-9283-7.
- Sen, Jyotirmoy. . Daya Books. 1988: 227. ISBN 978-81-7035-043-9.
- Sen, Raj Kumar; Dasgupta, Asis. . Deep and Deep Publications. 2007: 380. ISBN 978-81-7629-984-8.
- Sunny, C.  (PDF). India Rural Development Report, NIRD. 1999  [2010-05-08]. （原始内容 (PDF)存档于2013-12-07）.

## 外部連結
- 官方网站
- Official tourism site
- 《大英百科全书》中的条目：West Bengal（英文）
- 維基媒體的West Bengal地圖集
- OpenStreetMap上有關西孟加拉邦的地理